# Teminius hirsutus
Teminius hirsutus är en spindelart som först beskrevs av Alexander Petrunkevitch 1925.  Teminius hirsutus ingår i släktet Teminius och familjen sporrspindlar. Inga underarter finns listade i Catalogue of Life.